# Raja Ram
Raja Ram ou Ronald Rothfield (1941, Melbourne, Australia), é um DJ, músico e produtor australiano, vivendo na Inglaterra desde seus 23 anos de idade. Raja Ram tem estado presente desde a época do jazz contemporâneo, passando também pela cultura do rock psicodélico, com seu grupo Quintessence, na década de 1970. Duas décadas mais tarde descobriria a música eletrônica, em meados de 1990 formou sua nova banda, The Infinity Project, paralelamente dando origem à conhecida gravadora TIP Rcords, o primeiro selo a gravar e comercializar o Goa trance no Reino Unido.
Também é notório seu trabalho em diversos projetos de música psicodélica, música eletrônica e psytrance, como Shpongle, formado com Simon Posford; The Mystery of the Yeti, que além de Ram e Posford, reúne músicos do Total Eclipse e Doof; e, o projeto 1200 Micrograms com a dupla de psytrance GMS. 

## Discografia

### Álbuns solo e Compilações
- Spaceships Of The Imagination (2000)
- Raja Ram's Stash Bag (2002)
- Raja Ram's Stash Bag Volume 2 (2003)
- Raja Ram's Stash Bag Vol. 3 - Smokers Jokers and Midnight Tokers (2004)
- Raja Ram's Stash Bag Vol. 3 - Smokers Jokers and Midnight Tokers (Unmixed Edition) (2004)
- Most Wanted Presents: Raja Ram the Godfather (2005)
- Evolution Of Expanded Consciousness (2006)
- Raja Ram's Stash Bag Volume 4 (2006)
- The Anthology (2007)
- Raja Ram's Stash Bag Volume 5 (2014)